# Husband Kimmel
Husband Edward Kimmel (Henderson, 26 febbraio 1882 – Groton, 14 maggio 1968) è stato un ammiraglio statunitense.
Kimmel era comandante della Flotta del Pacifico al momento dell'attacco giapponese su Pearl Harbor.

## Biografia
Kimmel nacque il 26 febbraio 1882 da Sibella "Sibbie" Lambert Kimmel e dal maggiore Manning Marius Kimmel (1832-1916), veterano del Confederate States Army durante la guerra di secessione americana. Sposò Dorothy Kinkaid, sorella di Thomas Kinkaid, dalla quale ebbe tre figli, Manning, Thomas K., ed Edward R. Kimmel.
Kimmel ebbe vari soprannomi, quali "Kim", "Hubbie" e"Mustafa"; quest'ultimo riferito a Mustafa Kemal Atatürk,a causa della simile omofonia tra "Kimmel" e "Kemal".
Diplomatosi alla scuola navale nel 1904, dal 1906 al 1907 prestò servizio a bordo di diverse corazzate nei Caraibi. Nel 1907 fu assegnato alla USS Georgia durante la sua partecipazione alla crociera di circumnavigazione della Great White Fleet. Kimmel servì poi nell'occupazione statunitense di Veracruz, in Messico , durante la quale fu ferito nell'aprile 1914. Nel 1915 fu nominato per un breve periodo come assistente dell'assistente segretario della Marina Franklin D. Roosevelt. Durante la prima guerra mondiale Kimmel prestò servizio come ufficiale di artiglieria di squadriglia nella 9ª Divisione navale della US Navy, che servì come 6º squadrone da battaglia della Grand Fleet della Royal Navy.
Durante gli anni venti ricoprì diversi incarichi nel Ministero della Marina e negli Stati Maggiori di unità tra cui l'incarico di ufficiale esecutivo a bordo della corazzata USS Arkansas e poi posto al comando di due divisioni di cacciatorpediniere e quindi di una flottiglia composta dallo stesso tipo di navi; infine fu nominato capitano di vascello della corazzata New York. Completato il corso ufficiali al Collegio di Guerra Navale, fu promosso "rear-admiral" (lower-half) pari all'italiano contrammiraglio nel novembre 1937 e comandò la 7ª divisione incrociatori durante la crociera diplomatica che gli Stati Uniti inviarono nei mari dell'America meridionale. Nel 1939 fu nominato comandante degli incrociatori della Forza da Battaglia.
Godeva di ottima reputazione nell'ambiente della marina statunitense: è noto che si era interessato delle questioni di difesa antiaerea. Spirito ardito ed immaginoso, passava anche come ottimo stratega. Il 1º febbraio 1941 il comandante della Flotta degli Stati Uniti d'America James O. Richardson dovette rassegnare le dimissioni per dissensi con il Presidente degli Stati Uniti Franklin Delano Roosevelt, Kimmel è stato nominato al suo posto come comandante in capo della flotta della US Navy, riorganizzando la struttura operativa della US Navy suddividendola in Flotta dell'Atlantico e Flotta del Pacifico, che fu messa sotto il comando di Kimmel, temporaneamente elevato al grado di "admiral" pari a quello italiano di ammiraglio di squadra.
È incontestabile che la sua nomina del 1941 a comandante in capo della Flotta del Pacifico venne accolta bene, per le riconosciute capacità e per gli indiscutibili meriti. Nonostante un notevole rinforzo delle difese di Pearl Harbor, effettuato nel 1941, le disposizioni prese all'inizio del mese di dicembre rivelano lo scetticismo degli americani circa le possibilità di un attacco giapponese alle Hawaii.
Dal suo comando a terra Kimmel assistette impotente e disperato alla distruzione della sua squadra sorpresa alla fonda. Alla fine della tragica giornata tutte le corazzate erano fuori combattimento e due irrimediabilmente perdute, due navi-officina seriamente danneggiate, tre incrociatori, tre cacciatorpediniere, un dragamine, una nave bersaglio capovolti. Mentre Kimmel assisteva al disastro, il proiettile di una mitragliatrice da 12,7 mm (alla fine della sua traiettoria e quindi a bassa velocità) infranse il vetro del suo ufficio e lo colpì prima di impattare sul pavimento. Il proiettile tagliò la giacca e gli causò una ferita al petto. Subito dopo, l'ammiraglio mormorò a Maurice Curts, l'ufficiale delle comunicazioni, che "Sarebbe stato clemente se mi avesse ucciso".
Il 27 novembre 1941 l'ammiraglio Stark aveva dato un primo avvertimento di allarme generale a tutti i suoi comandi periferici, compresa Pearl Harbor, ma senza evidenziare un particolare pericolo per la flotta; l'ammiraglio Kimmel, non era a conoscenza delle informazioni ottenute dalla decrittazione della corrispondenza giapponese e quindi rimase all'oscuro; inoltre, non disponendo dei codici della marina giapponese, l'intelligence americana nei primi giorni di dicembre perse di vista la posizione delle portaerei nipponiche e quindi fino all'ultimo considerò la possibilità di un attacco alle Filippine. Lo storico ed ex ufficiale della marina statunitense Robert Stinnett invece ritiene che una parte dei codici delle navi giapponesi fosse stata decifrata e che quindi la posizione della flotta d'attacco delle portaerei era stata identificata ed era a conoscenza dei massimi dirigenti americani.
La mattina del 7 dicembre 1941, l'ammiraglio Stark, allertato dal comandante Kramer, responsabile di servizio dell'ONI (Office of Naval intelligence) che aveva decrittato l'ultimo documento diplomatico giapponese che rappresentava una vera dichiarazione di guerra, pensò di telefonare subito all'ammiraglio Kimmel ma poi desistette e fu il generale George Marshall che diramò il pericolo di guerra alle ore 11.25 del mattino, comunicazione che peraltro arrivò al comando dell'Esercito nelle Hawaii troppo tardi.
La notizia di tale disastro sollevò una ondata di furore negli Stati Uniti. Kimmel fu destituito dal comando della flotta del Pacifico il 16 dicembre 1941 e retrocesso al grado di retroammiraglio, poi nel marzo 1942 decise di ritirarsi a vita privata. Sul merito dell'operato di Kimmel negli ultimi dieci mesi fu disposta un'inchiesta.
Kimmel fu sollevato dal suo comando dieci giorni dopo l'attacco. All'epoca stava pianificando mosse di ritorsione, tra cui uno sforzo per rafforzare Wake Island che avrebbe potuto portare a uno scontro precoce tra le forze di portaerei americane e giapponesi. Il Viceammiraglio William S. Pye che il 17 dicembre diventò comandante in capo Flotta del Pacifico aveva delle riserve sul piano di Kimmel e decise che l'operazione a Wake Island era troppo rischiosa. L'ammiraglio Chester W. Nimitz ha assunto il comando il capo della Flotta del Pacifico il 31 dicembre e in quel momento l'isola di Wake era stata invasa e occupata dai giapponesi, mentre il comando capo della US Navy fu riassegnato all'ammiraglio Ernest J. King comandante in capo della US Atlantic Fleet (CINCLANTFLT) in un ruolo ampliato in tempo di guerra di Comandante in Capo, della flotta degli Stati Uniti, che sarebbe stato anche combinato con la successiva nomina di King a Capo delle operazioni navali.
La Commissione Roberts , nominata dal presidente Franklin D. Roosevelt per indagare sull'attacco, ha stabilito che Kimmel e la sua controparte, il tenente generale dell'esercito Walter Short, erano colpevoli di errori di giudizio e di inadempienza nei doveri negli eventi che hanno portato all'attacco. Kimmel ha difeso le sue decisioni in diverse udienze, testimoniando che informazioni importanti non erano state messe a sua disposizione.
Kimmel si ritirò all'inizio del 1942 e dopo la guerra lavorò per l'appaltatore militare Frederic R. Harris, Inc. In pensione Kimmel visse a Groton, Connecticut , dove morì il 14 maggio 1968. [6]